# ポールズ・バレー駅
ポールズ・バレー駅（英語：Pauls Valley Station）は、オクラホマ州ポールズ・バレー サウス・サンタ・フェ・ストリートおよびイースト・ポール・アヴェニューにある駅。

## 利用可能な鉄道路線／列車
アムトラックのポールズ・バレー駅に停車する列車は下記の通り。
オクラホマシティとフォートワース間の昼行中距離列車ハートランド・フライヤー号…1日1往復停車